# Kachagan
 (juin 2022).
Si vous disposez d'ouvrages ou d'articles de référence ou si vous connaissez des sites web de qualité traitant du thème abordé ici, merci de compléter l'article en donnant les références utiles à sa vérifiabilité et en les liant à la section « Notes et références ».
Kashagan est le nom donné à un gisement pétrolier situé en mer Caspienne, découvert dans les années 1990, à grande profondeur sous les eaux territoriales du Kazakhstan et supposé contenir une grande quantité de pétrole, mais difficile à atteindre.
C'est aussi le nom du projet de son exploitation pour laquelle six compagnies internationales pétrolières se sont associées (dont le groupe Total qui a accepté de diriger ce consortium de 2008 à 2015).

## Histoire
L'histoire du projet est liée au nom de Jack J. Grynberg (en), promoteur américain qui a réussi, au début des années 1990, à convaincre des compagnies pétrolières internationales, notamment BP, de s'intéresser à ce prospect ; la « chute » ou l'« ouverture » de l'URSS ayant ouvert aux grands joueurs du secteur du pétrole un nouveau « terrain de chasse » en mer Caspienne. Le premier contrat de partage de production (Production Sharing Agreement) date de 1992, entre les compagnies pétrolières (BP, Shell, Exxon, Elf, ConocoPhillips, British Gaz à l'époque) et le gouvernement kazakh.
À un prix très élevé (du fait des conditions d'opérations extrêmes et des difficultés d'acheminement du matériel nécessaire, entre autres une station de forage), deux puits d'exploration furent forés en 2000, révélant un gisement énorme, évalué par la suite à 13 Gbbl récupérables, incontestablement le plus grand gisement découvert dans le monde depuis 1980.
Malgré le volume supposé présent, le projet a connu de nombreux avatars politiques et techniques, provoquant le retrait de plusieurs des compagnies impliquées à l'origine ; Agip (Agip KCO, filiale de ENI, détenue via Agip Caspian Sea B.V.) devenant par défaut principal opérateur sur le terrain à partir de 2001.
La date de mise en service a plusieurs fois été repoussée. Agip annonçait au départ une production en 2005, puis en 2008, mais de nouveaux retards ont eu lieu, en raison « des pollutions locales ayant nécessité le transfert de certains habitants et tuant de nombreuses espèces animales, selon les enquêtes d'ONG ». Cette dernière allégation est sujette à caution, le gouvernement kazakh ayant imposé aux opérateurs des règles très strictes concernant l'environnement et la sécurité dès le début des années 2000, ce qui a contribué aux retards successifs de l'achèvement du projet. Les conditions climatiques du Nord de la Caspienne sont également particulièrement défavorables : la mer étant peu profonde, cette partie est gelée jusqu'au fond six mois de l'année, avec la formation de congères d'une dizaine de mètres de haut, ce qui a obligé à construire des barrières autour des îles artificielles. D'autre part, l'acheminement des divers équipements construits pour la plupart en Europe (Royaume-Uni, Norvège) et au Moyen-Orient (Dubaï) était particulièrement difficile du fait que la Caspienne est une mer fermée à laquelle on accède seulement par deux voies navigables : La Volga d'une part et le Don d'autre part. Ces voies sont étroites et obligent à fabriquer les équipements en pièces détachées transportables.
La North Caspian Operating Company (« NCOC »), le consortium qui tente de mener le projet à bien, regroupe autour de la KazMunayGas (la société nationale) les principales firmes du secteur pétrolier. En 2007, les participations des 6 groupes pétroliers se définissaient comme suit :
- Eni S.p.A. (via sa filiale Agip Caspian Sea B.V. ; opérateur de terrain) 18,52 %
- ExxonMobil Kazakhstan Inc. 18,52 %
- Shell Kazakhstan Development B.V. 18,52 %
- Total E&P Kazakhstan 18,52 %
- ConocoPhillips (Phillips PetroleumKazakhstan Ltd.) 9,26 %, qui a cependant cédé[1] sa participation au Kazakhstan en 2012[2], qui lui-même l'a revendu pour 5 milliards de dollars à la Chine en septembre 2013[3].
- JSC NC KazMunayGaz (KMG Kashagan B.V.) 8,33 %
- INPEX North Caspian Sea, Ltd. 8,33 %.

Les investissements à réaliser entre 2011 et 2020 seraient de 160 milliards de dollars, soit trois fois plus que prévu.

## Caractéristiques du gisement
- Très grande profondeur du gisement (près de 5 000 mètres sous le fond de la mer)
- Gaz contenant une forte teneur en sulfure d'hydrogène H2S, hautement toxique et corrosif
- Présence de mercaptans (méthylmercaptan et éthylmercaptan)
- Structure géologique complexe et réservoir fragmenté
- Présence de très hautes pressions

La faible profondeur de l'eau (environ 4 mètres) fait qu'il est impossible d'installer des plateformes comme cela se fait usuellement.
Le gaz naturel devra être réinjecté pour maintenir la pression dans le réservoir, avant de pouvoir être désoufré et commercialisé dans une phase plus tardive de la vie du gisement.
La production prévue en pointe est de 1,2 Mbbl/j  ce qui en ferait, en production, le troisième gisement du monde après Ghawar et Burgan. Cette quantité ne serait atteinte qu'après une date inconnue à ce jour, le développement se faisant par phases et la chute des cours du pétrole ayant repoussé les phases suivantes, sine die.

## Production de pétrole
Le pipeline d'origine est entré en service en septembre 2013. Malheureusement, il s'est mis à fuir immédiatement. La métallurgie des canalisations était trop sensible à l'importante teneur en H2S du pétrole de Kashagahan. L'ancien pipeline a dû été remplacé par un nouveau en acier plaqué de marque Inconel.
Ce dernier est entré en production en octobre 2016. Le premier mois d'exploitation, le champ de Kashagan a exporté 26 500 tonnes de pétrole brut.
Le champ de Kashagan a produit plus de 450 000 tonnes de pétrole brut en novembre 2016. Plus de 350 000 tonnes de cette production ont été transportées par le pipeline du Caspian Pipeline Consortium (« CPC ») en 2016
La NCOC, qui a repris le contrat d'Eni SpA en 2009, a déclaré qu'il travaillait à augmenter progressivement la capacité de production pour un objectif de 370 000 barils par jour d'ici la fin de 2017 (soit très approximativement 1 500 000 tonnes par mois).
En 2019, la production a été de 400 000 barils de pétrole par jour.

## Impacts écologiques
Selon les premiers rapports d'ONG ayant interrogé les populations locales, des mortalités importantes d'animaux et des maladies dans la population auraient déjà accompagné les premiers chantiers de la compagnie italienne Ente nazionale idrocarburi (ENI, qui selon les ONG viole à la fois la constitution kazakh et la Convention d’Aarhus en refusant de produire les informations d'intérêt environnemental qu'elle détient). Les ONG ont alerté dès 2007 sur le risque élevé de pollutions marines ou terrestres par le pétrole, mais aussi par l'acide sulfurique et des retombées de type pluies acides . Le contexte géopolitique et le risque sismique est également préoccupant. De plus, les 20 milliards de dollars que Total aurait annoncé envisager de dépenser sur ce projet ne pourront pas être consacrés à des énergies propres, douces et renouvelables estiment l'ONG les Amis de la terre.
Ceci a valu en 2009 au groupe Total (associé au projet) de recevoir le prix Pinocchio 2009 attribué par l'ONG Les amis de la Terre (dans la catégorie « Environnement » avec 29 % des votes dans cette catégorie). Les ONG environnementales craignent que ce type de projet n'aggrave la pollution, n'augmente encore la contribution d'énergies fossiles et « archaïques » aux dérèglements climatiques, tout en exacerbant les déséquilibres géopolitiques (en renforçant les systèmes mafieux et de corruption déjà à l'œuvre dans le pays autrefois dirigé de manière très autoritaire par Noursoultan Nazarbaïev).